# Ventura de la Vega
Pour les articles homonymes, voir De la Vega.

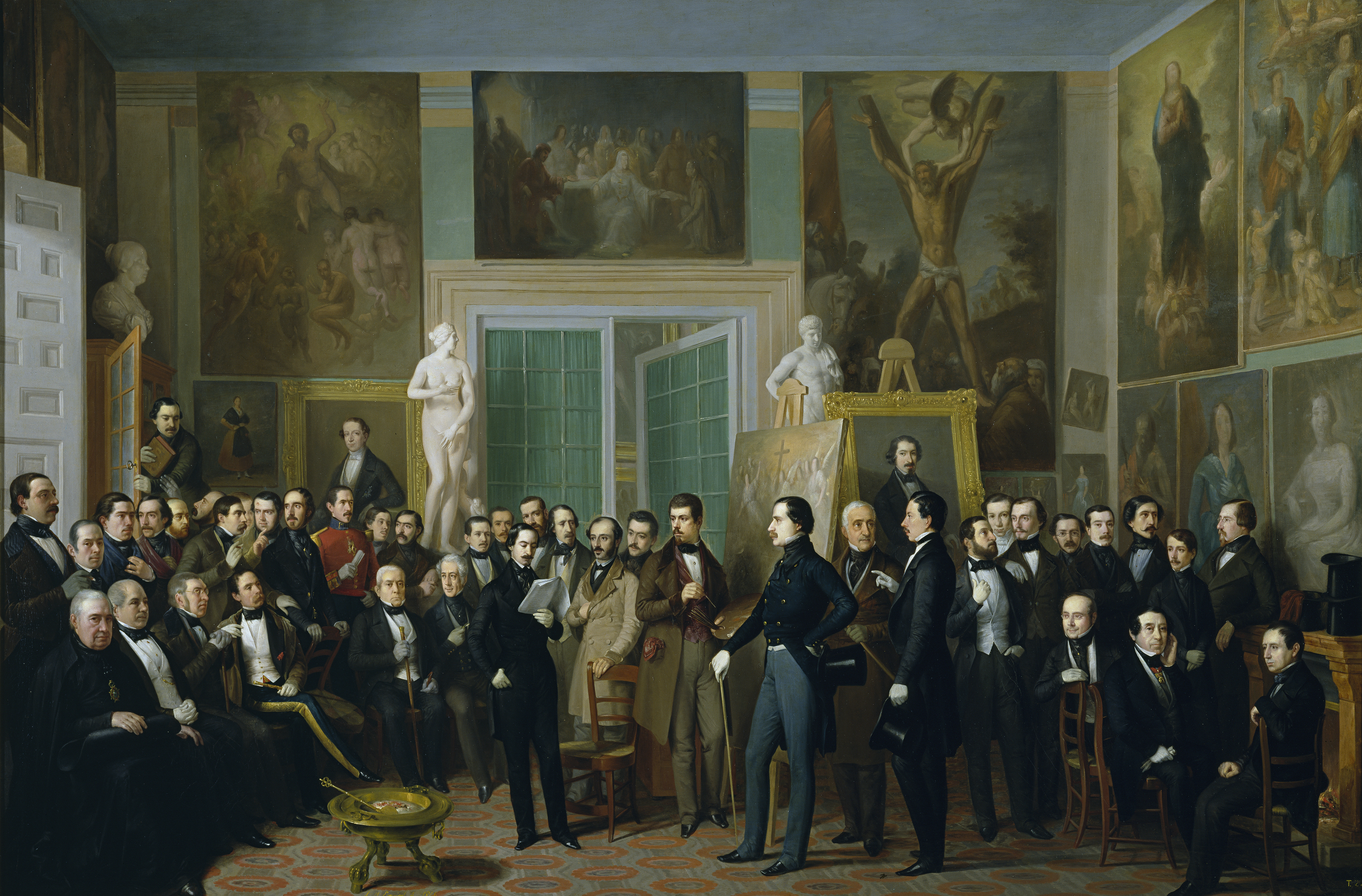
Ventura de la Vega représenté dans La Réunion des poètes d'Antonio María Esquivel (1846).

Ventura de la Vega (né à Buenos Aires, 14 juillet 1807, alors capitale de la Vice-royauté du Río de la Plata - Madrid, 29 novembre 1865) est un écrivain et dramaturge hispano-américain qui a trouvé le succès en Espagne. 

## Biographie
Il est né à Buenos Aires, alors capitale de la Vice-royauté du Río de la Plata, le 14 juillet 1807. Son père en mourant a manifesté le désir qu'il soit formé en Espagne et à l'âge de onze ans, et pendant la révolution de Mai et en pleine Guerre d'indépendance de l'Argentine, sa mère l'a envoyé en Espagne à la garde d'un oncle.
Selon la tradition, alors que l'enfant refusait d'être embarqué à bord et qu'il était amené de force depuis le quai, il aurait crié «Citoyens ! Accepterez-vous qu'on exile un Argentin loin de sa patrie, par la force et contre sa volonté ?»
Son adaptation en Espagne aurait été rapide. Dans le collège de San Mateo de Madrid était un élève d'Alberto Lista, dont il a reçu le goût pour le classicisme modéré, et compagnon de José de Espronceda, avec qui il a formé une société secrète (la Sociedad de Los Numantinos) pour venger la mort de Rafael del Riego, raison pour laquelle il a été emprisonné dans un monastère à Madrid.
Après la mort de son oncle, la fin de la guerre et l'indépendance Argentine établie, sa famille lui a demandé de revenir à Buenos Aires, mais Ventura a décidé de rester en Espagne.
Conservateur depuis 1836, il est devenu professeur d'Isabelle II, directeur du Teatro Español en 1847 et académicien de la langue espagnole en 1842. Dans son discours inaugural, il a attaqué le romantisme pour son agressivité sociale. Ses idées de jeunesse, quelque peu voltairiennes, ont évolué vers le domaine religieux, surtout après son mariage avec la célèbre chanteuse Manuela Oreiro de Lema (1838).

## Œuvre
Ventura de la Vega est un poète lyrique et dramatique. Ses poèmes, souvent en fonction des circonstances, ont l'élégance raffinée et formelle. En général, à la fois dans la poésie et le théâtre, il est classique et s'oppose au romantisme, bien que parfois il en reçoive une influence. Ses recueils de poésie sont Rimas americanas (La Havane, 1833), Obras poéticas (Paris, 1866) et Poesías líricas (Madrid, 1873). Comme dramaturge, il suit les traces de Leandro Fernández de Moratín et Manuel Bretón de los Herreros (es) et affiche un système de valeurs clairement bourgeoises et de la classe moyenne au travers de comédies de salon réalistes et moralisatrices. Il apparaît cependant comme précurseur du théâtre de Adelard López de Ayala et la alta comedia (es)
de Jacinto Benavente. Traducteur infatigable, il a laissé pas moins de 86 traductions de pièces, dont beaucoup d'Eugène Scribe.
Il a écrit des livrets de zarzuelas comme Jugar con fuego (1853), de Francisco Asenjo Barbieri. Sa comédie la plus connue est El hombre de mundo (1845), l'histoire d'un crâne tourmenté par la jalousie, que Marcelino Menéndez Pelayo considérait comme trop artificiel. Une phrase de cette œuvre, «Tout Madrid le savait, / tout Madrid sauf lui» (Todo Madrid lo sabía, / todo Madrid menos él) est devenu un cliché. Il a également travaillé les pièces de théâtre historiques comme Don Fernando de Antequera (1847) ou La muerte de César (1865), celle-ci était très appréciée par Juan Valera. Les critiques soulignent sur cet auteur son excellente versification et son respect pour la documentation historique. La muerte de Curro Cejas (1866) est une parodie de l'œuvre du même auteur. Il a consacré deux ouvrages à Cervantès: Don Quijote en Sierra Morena (1832), basé sur l'épisode de Cardenio et Dorotea, qui lui a valu les éloges de Larra, et Los dos camaradas, (1857), sur la vie du manchot de Lépante.